# بوب ناش (كرة سلة)
بوب ناش (بالإنجليزية: Bob Nash)‏ مواليد 24 أغسطس 1950 في هارتفورد، هو مدرب كرة سلة أمريكي ولاعب سابق. بدأ مسيرته الاحترافية في سنة 1972. تم اختياره من قبل فريق ديترويت بيستونز خلال الدرافت. يبلغ طوله 6 قدم 8 بوصة (2.0 م). اعتزل اللعب في 1979. لعب مع ديترويت بيستونز وسكرامنتو كينغز.

## روابط خارجية
- بوب ناش على موقع إن بي أي (الإنجليزية)
- بوب ناش على موقع سبورتس رفرنس (الإنجليزية)
- بوب ناش على موقع كلية كرة السلة في سبورتس رفرنس.كوم (الإنجليزية)
- بوب ناش على موقع ريلجم (الإنجليزية)
- بوب ناش على موقع بروبوليرز (الإنجليزية)
- بوب ناش على موقع كلية كرة السلة في سبورتس رفرنس.كوم (الإنجليزية)